# Il presagio (romanzo)
Il presagio (The Omen) è un romanzo horror di David Seltzer, trasposizione letteraria del film Il presagio, uscito due settimane dopo la pubblicazione del romanzo.

## Trama
Robert Thorn, diplomatico americano a Roma, quando scopre che la moglie Katherine ha partorito un bambino morto, viene convinto da Padre Spilletto, che presiede l'ospedale presso cui sua moglie è stata ricoverata, a sostituire il bambino con un neonato nato contemporaneamente al suo, la cui madre è morta di parto. 
Alcuni anni dopo, trasferitisi a Londra, dove Robert ha ricevuto l'incarico di ambasciatore degli Stati Uniti, i Thorn si godono in serenità i primi anni di vita del piccolo Damien, finché, durante i festeggiamenti del quarto compleanno del bambino, Chessa, la sua governante, si suicida. Si presenta nella casa una nuova governante, Mrs. Baylock, alla quale il bambino si affeziona in maniera morbosa, anteponendo l'affetto per la donna a quello per i genitori. Haber Jennings, un fotografo a caccia di scoop, rimane incuriosito da alcune foto scattate alla famiglia durante il compleanno di Damien e comincia a presiedere a tutti gli eventi in cui sono coinvolti i Thorn. 
Robert viene avvicinato da Padre Tassone che gli racconta molti particolari inquietanti sulla nascita del bambino. In un primo momento Robert scaccia il prete, ma, dopo una serie di eventi inquietanti, incontra nuovamente Padre Tassone, che gli predice che Katherine è incinta e Damien farà di tutto per uccidere il bambino. Cerca di convincere Robert a portare Damien nella città di Megiddo presso l'esorcista Bugenhagen.
La morte accidentale di Padre Tassone e il presunto tentativo di suicidio della moglie (che in realtà è stata spinta da una balconata da Damien) convincono Robert che quel bambino di origine sconosciuta è in realtà l'Anticristo profetizzato dall'Apocalisse.
Con l'aiuto di Jennings, Robert torna a Roma presso l'ospedale dove aveva partorito la moglie, quindi si reca a Subiaco dove incontra Padre Spilletto, ormai infermo, che gli dice di recarsi nell'antico cimitero etrusco di Cerveteri, dove scopre che il suo vero figlio non è morto naturalmente - come gli era stato detto - ma è stato in realtà assassinato brutalmente dagli stessi sacerdoti dell'ospedale di Roma, devoti servitori di Satana, che in questo modo hanno potuto fare posto al figlio del demonio, nato da uno sciacallo.
Nel frattempo Katherine si trova in ospedale e viene uccisa da Mrs. Baylock, che in realtà è un'adepta di Satana introdottasi in casa Thorn per garantire protezione al piccolo Damien.
Thorn e Jennings si recano quindi a Gerusalemme, in cerca del vecchio Bugenhagen. Quest'ultimo nei sotterranei della città di Megiddo spiega all'uomo che il piccolo Damien deve morire per mano sua, secondo una specifica ritualità, altrimenti sarà destinato a piegare l'esistenza di tutti gli uomini al volere del Maligno.
Tornato a casa nottetempo, Robert, ancora sconvolto dalla notizia della morte di Kathie, cerca di opporsi ai diabolici progetti del Maligno e rapisce il bambino. Sulla scalinata della chiesa di Ognissanti, Robert si accinge ad uccidere il figlio, ma la polizia però fredda l'uomo con un colpo di pistola
Damien, l'Anticristo, viene affidato ad un'altra famiglia ed è ora libero di proseguire il suo cammino di lenta conquista del mondo.

## Incipit
Avvenne in un millesimo di secondo. Un moto delle galassie che avrebbe richiesto milioni di milioni di anni si verificò con la rapidità di un batter di ciglia.
All'osservatorio di Cape Hattie un giovane astronomo rimase impietrito dallo stupore e allungò la mano con un attimo di ritardo verso l'apparecchio fotografico che avrebbe dovuto registrare l'evento: il frantumarsi di tre costellazioni che davano vita a una nuova stella cupa e scintillante. Dal Capricorno, dal Cancro e dal Leone si erano improvvisamente staccati dei frammenti che fluivano con straordinaria, magnetica sicurezza, fino a congiungersi, a fondersi in un pulsante fuoco galattico. E la luce si fece sempre più forte e più brillante e le costellazioni tremarono - o a tremare erano forse le mani dell'astronomo sull'obiettivo del suo strumento, mentre cercava di soffocare il grido confuso che gli saliva dentro?

## Finale
Quattro poliziotti motociclisti scortarono la limousine oltre il gruppo dei reporter, e tutti i fotografi si affrettarono a scattare fotografie del viso del bambino, mentre si volgeva a guardarli, attraverso il vetro del finestrino posteriore della macchina. Per tutti loro, le fotografie sarebbero state rovinate da uno strano alone, un'ombra che pendeva come una macchia sopra l'automobile. Doveva essere un difetto dell'emulsione o della pellicola.

## Sequel
Sono stati scritti quattro seguiti al romanzo di David Seltzer. I primi due di essi sono le novelisations dei tre film che fungono da sequel al film Il presagio.
- La maledizione di Damien (Damien: Omen II) (1978) di Joseph Howard
- Omen III: The Final Conflict (1980) di Gordon McGill
- Omen IV: Armageddon 2000 (1983) di Gordon McGill
- Omen V: The Abomination (1985) di Gordon McGill